# Nguyễn Phú Trọng

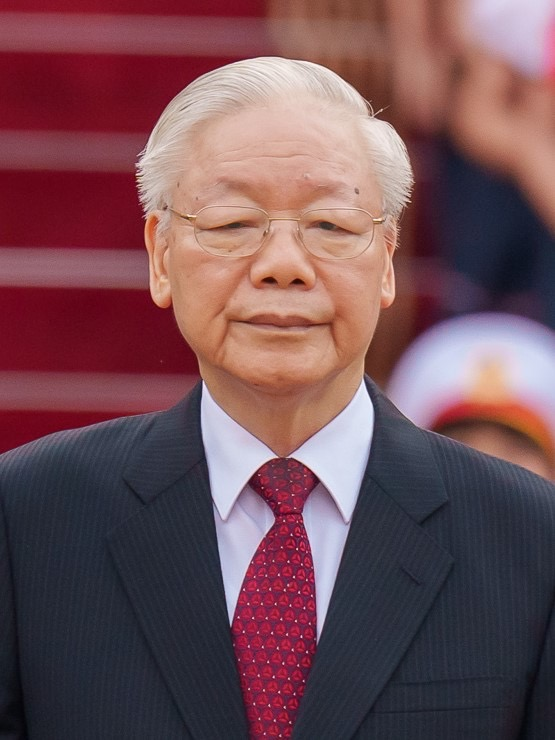
Nguyễn Phú Trọng (2023)

Nguyễn Phú Trọng (* 14. April 1944 in der Gemeinde Đông Hội, Hanoi; † 19. Juli 2024 in Hanoi) war ein vietnamesischer Politiker. Er war vom 19. Januar 2011 bis zu seinem Tod Generalsekretär der Kommunistischen Partei und vom 23. Oktober 2018 bis zum 5. April 2021 der Staatspräsident Vietnams.

## Ausbildung und politische Karriere

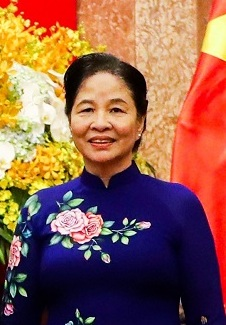
Ngo Thi Man (* 1948)

Nguyễn Phú Trọng studierte in Hanoi Philologie und wurde in der Sowjetunion promoviert (1983). Das Werk Wie der Stahl gehärtet wurde des sowjetischen Autors Nikolai Ostrovsky beeindruckte ihn sehr, Zitate aus dem Buch benutze er immer wieder in seinen Reden. Mit 22 trat er der kommunistischen Partei bei. Innerhalb der Partei hatte er mehrere Funktionen darunter als Herausgeber der Communist Review, dem Sprachrohr der Partei.
1997 stieg er in das Politbüro auf und war dort für die ideologische Reinheit der Partei verantwortlich und favorisierte den vietnamesischen Weg des Sozialismus. Vom 26. Juni 2006 bis zum 23. Juli 2011 war er Vorsitzender der Nationalversammlung von Vietnam. Er wurde am 19. Januar 2011 zu deren Generalsekretär gewählt. 2016 wurde er ein weiteres Mal gewählt und startete die Antikorruptionskampagne „blazing furnaces“. Opfer der Kampagne wurden Dinh La Thang, Parteichef von Ho-Chi-Minh-City und der stellvertretende Premierminister Hoang Trung Hai, ferner ca. 200.000 weitere Parteimitglieder. In diese Zeit fällt auch ein neues Presserecht (2016) sowie ein Computersicherheitsrecht (2018), das zur Unterdrückung der freien Meinungsäußerung benutzt wird. Zu den Gefahren für das Regime zählte er neben der Korruption, NGOs, ausländische Investoren und im Ausland sozialisierte Vietnamesen.
Am 23. Oktober 2018 wurde Trọng von der Nationalversammlung zum Staatspräsidenten gewählt. 2019 erlitt er einen Schlaganfall. Anfang April 2021 wurde er durch Nguyễn Xuân Phúc im Präsidentenamt abgelöst. Nguyen erlebte noch wie sein Protegee Võ Văn Thưởng zum Staatspräsidenten aufstieg, um dann vom Minister für öffentliche Sicherheit General To Lam gestürzt zu werden.
Am 19. Juli 2024 starb Nguyễn Phú Trọng im Alter von 80 Jahren.

## Familie
Nguyễn Phú Trọng war für seinen bescheidenen Lebensstil bekannt. Er war mit der Polizistin Ngo Thi Man verheiratet. Das Paar lebte in einer 24 qm Wohnung, bis er Parteichef wurde. Der Ehe entstammen der Sohn Truong und die Tochter Ngoc.